# Juan Amenábar
Juan Amenábar Ruiz (* 22. Juni 1922 in Santiago de Chile; † 3. Februar 1999 ebenda) war ein chilenischer Komponist.
Amenábar studierte in Santiago bei Jorge Urrutia Blondel. Neben José Vicente Asuar leistete er Pionierarbeit auf dem Gebiet der musikalischen Elektroakustik. 1991 gründete er das Gabinete de Electroacústica para la Música de Arte (GEMA).
Neben Werken für elektronische Musik und Film- und Bühnenmusiken komponierte er u. a. Chorwerke, eine Orgeltoccata, Solostücke für Klavier und für Violine, ein Konzert für Blockflöte, Cembalo und Streichsextett, ein Quartett für Flöte, Cello, Klavier und Schlagzeug, ein Duo für Flöte und Violine und ein Stück für Frauenstimme und Jazzensemble.

## Werke
- Los peces, 1957
- Klesis, 1968
- Sueño de un niño, 1970
- Amacatá, 1972
- Ludus vocalis, 1973
- Juegos, 1976
- Contratempo-sensatempo, 1976